# Petru Lakatos
Petru Lakatos (n. 19 februarie 1952, orașul Huedin, județul Cluj) este un politician român, fost membru al Parlamentului României.
Petru Lakatos a fost ales pe listele UDMR în legislațiile 2004-2008  și  2008 - 2012 dar a demisionat pe data de 17 octombrie 2011. Conform biografiei sale oficiale, Petru Lakatos a fost membru al PCR în perioada 1972-1989, fără funcție. Petru Lakatos a absolvit școala de ofițeri de pompieri în 1973 și Facultatea de științe economice din Universitatea Babes - Bolyai în 1981. Petru Lakatos este membru în UDMR din ianuarie 1990.